# Konversion in Münster

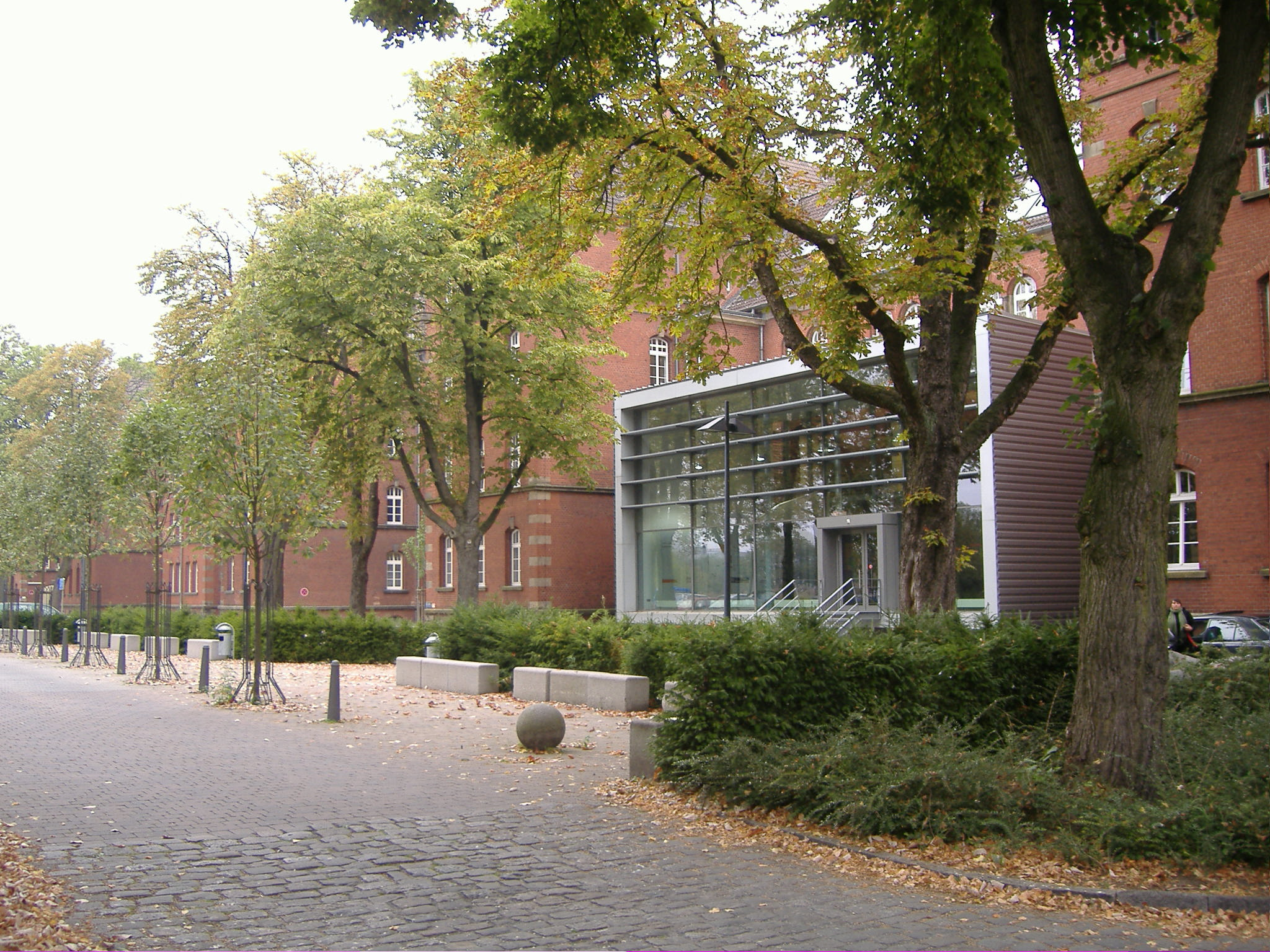
Reiterkaserne, behutsam in den Leonardo-Campus verwandelt

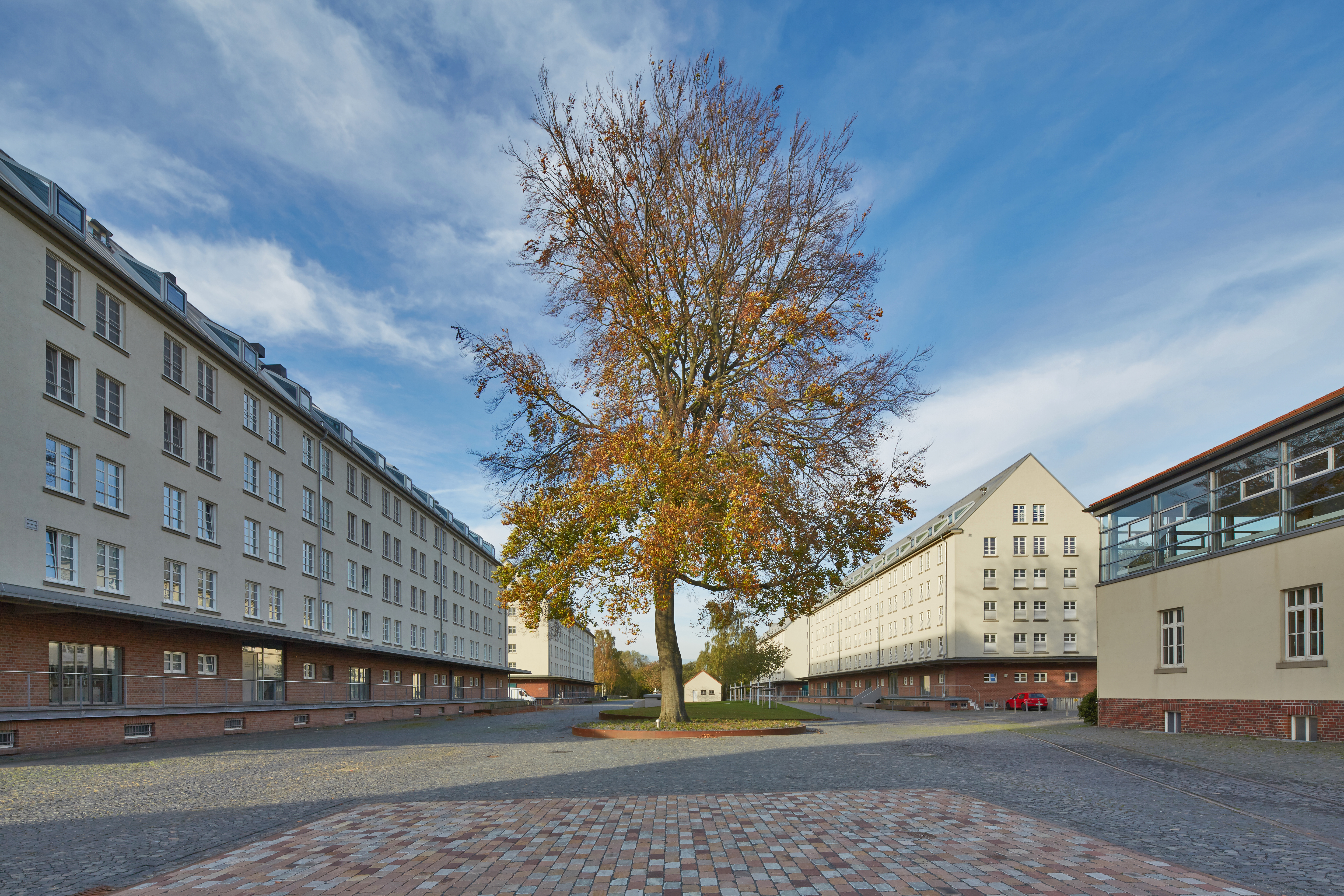
Speicherstadt, große Speicher mit neuer Funktion

Bei der Konversion in Münster geht es seit der Wende von 1990/91 um die Umnutzung von ehemaligen militärischen Anlagen, Kasernen und Wohngebäuden in der nordrhein-westfälischen Großstadt Münster, die von der Britischen Rheinarmee genutzt und nach 1990 aufgegeben wurden. 19 Konversionsprojekte mit ganz unterschiedlichen Nutzungszwecken wurden bis 2017 erfolgreich umgesetzt. Der Schwerpunkt lag und liegt weiterhin auf der Konversion ehemals militärisch genutzter Liegenschaften. Denn mit dem endgültigen Abzug der britischen Streitkräfte wurden im Stadtgebiet Münster unter anderen auch die York-Kaserne in Gremmendorf und die Oxford-Kaserne in Gievenbeck aufgegeben. Weiterhin wurden auch viele Wohnungen an 18 Wohnstandorten frei. Diese Flächen und Gebäude können damit von einer militärischen in eine zivile Nutzung überführt werden. Die Kasernengelände in Münster liegen meist in innenstadtnaher und integrierter Lage und bieten die Möglichkeit, neue Quartiere zum Wohnen, Arbeiten und Leben zu entwickeln.

## Begriff
Der Begriff Konversion (auch Umnutzung oder Nutzungsänderung) beschreibt in der Stadtplanung die Wiedereingliederung von Brachflächen in den Wirtschafts- und Naturkreislauf oder die Nutzungsänderung von Gebäuden. Zu Beginn des 20. Jahrhunderts bezeichnete der Begriff „Konversion“ meist die Umwandlung von Flächen für militärische Zwecke, später wurde er im Zuge der Umnutzung von ehemaligen militärischen Anlagen (Konversionsflächen) für zivile Zwecke verwendet. Im Laufe der Jahre fand der Begriff auch bei anderen Entwicklungsflächen Anwendung. Da mit der Umnutzung von Gebäuden auch Bevölkerungsveränderungen einhergehen, die sich auf die Kommune auswirken, ist darüber hinaus auch die kommunale Konversion betroffen.

## Eigentumsverhältnisse und Aufgaben der Bundesanstalt für Immobilienaufgaben
Militärische Liegenschaften sind in der Regel vom Deutschen Reich bzw. der Bundesrepublik Deutschland erworben worden. Seit Gründung der Bundesanstalt für Immobilienaufgaben (BImA) gehören sie dieser bzw. die Liegenschaften wurden der BImA von der Bundeswehr übertragen. Nur in wenigen Fällen wurde ein militärischer Liegenschaftsbedarf durch schuldrechtliche Verträge oder Erbbaurechtsverträge gesichert.
Die Bundesanstalt wurde mit Wirkung zum 1. Januar 2005 durch das Gesetz über die Bundesanstalt für Immobilienaufgaben (BImAG) errichtet. Sie soll die bundeseigenen Immobilien, Grundstücke und sonstigen Liegenschaften (z. B. Staatsforsten) möglichst wirtschaftlich verwalten, verwerten und auch veräußern. Diese Aufgaben wurden bis Ende 2004 von den Bundesvermögensämtern, der Bundesforstverwaltung und den Bundesvermögensabteilungen der Oberfinanzdirektionen wahrgenommen. Die genannten Ämter und Abteilungen wurden zum 31. Dezember 2004 aufgelöst.

## Geschichte der Konversionen in Münster seit 1990
Die Stadt Münster hat als ehemalige wichtige Garnisonsstadt seit den 1990er Jahren bereits 19 Konversionsprojekte mit ganz unterschiedlichen Nutzungszwecken erfolgreich umgesetzt. Es folgen die wichtigsten Beispiele:

### Lincoln-Kaserne: Lincoln-Quartier
- Fläche: 7 Hektar

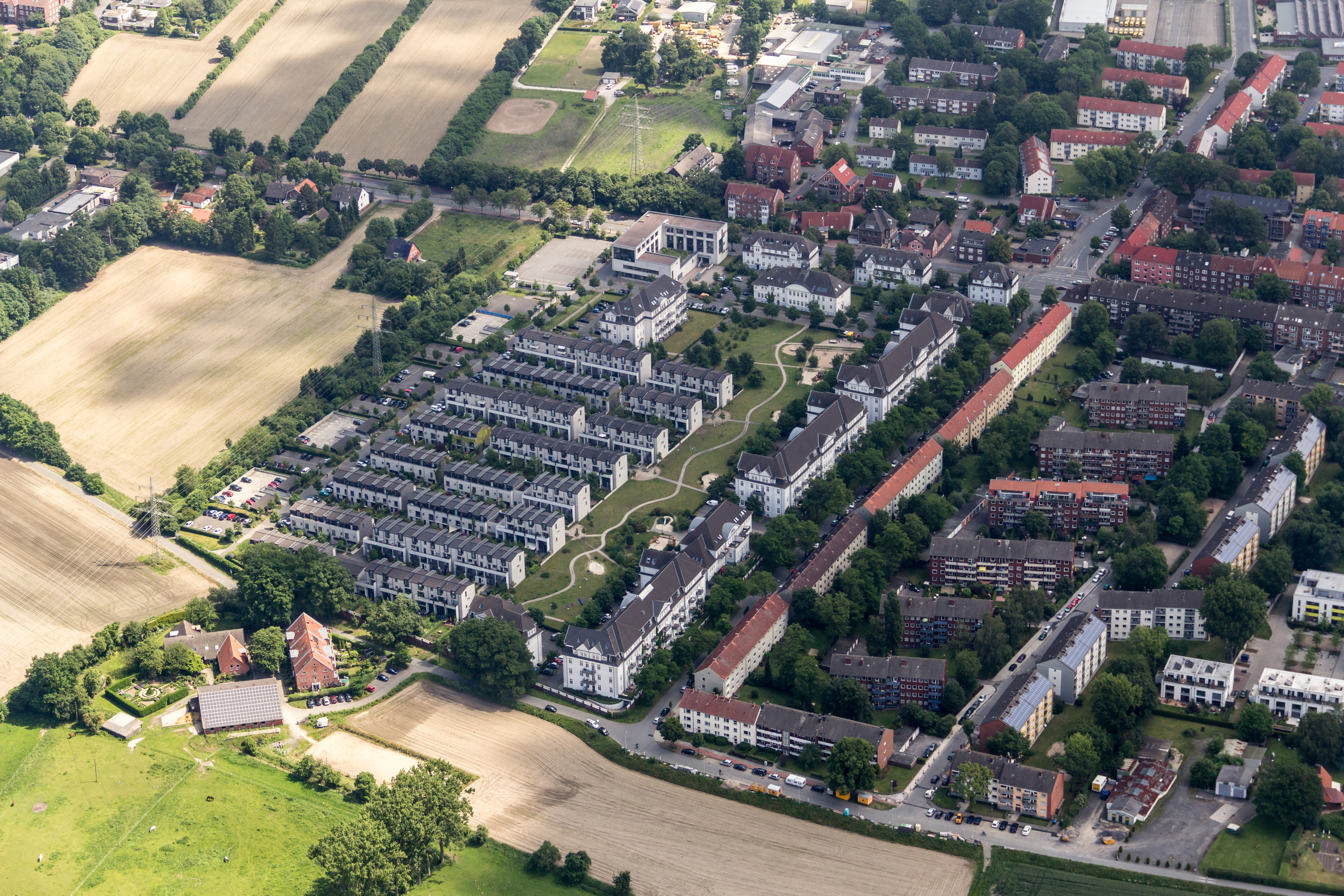
Blick auf das Wohnquartier Lincoln-Kaserne

- Bestand/Bestandsveränderung: Überwiegend Baudenkmäler (zwischen 1913 und 1922 erbaut), Umnutzung, ergänzende Neubauten
- Art der Neunutzung: Wohnen
- Realisierung: 1997 bis 2004

Mit der Räumung der Lincoln-Kaserne durch die britischen Streitkräfte 1994/95 ergab sich die Chance zur Entwicklung und Nachverdichtung im Bestand. Die ehemalige Lincoln-Kaserne befindet sich am nördlichen Rand des Stadtzentrums von Münster, etwa 2,5 km von der Innenstadt entfernt. Der Standort zeichnet sich durch eine hervorragende Lagequalität aus. Charakteristisch für den ehemaligen Kasernenstandort ist der historische Gebäudebestand an der Grevener Straße und der Dreizehnerstraße mit zehn denkmalgeschützten Gebäuden, davon vier größere Gebäude für Mannschaften um den mittleren großen Exerzierplatz und die Kraftfahrzeug- und Werkhallen im nördlichen und östlichen Teil.
Nach der Verabschiedung eines städtebaulichen Strukturkonzeptes 1995 wurden im April 1996 in einem dreitägigen Entwurfsworkshop städtebauliche Konzepte erarbeitet. Auch interessierte Anwohner konnten sich einbringen. Zur Realisierung kam der Entwurf des Büros Lorenzen, Kopenhagen/Dresden. Wesentliche Charakteristika des Entwurfs sind die quartiersinterne Grünzone, die Erhaltung des äußeren Erscheinungsbildes des denkmalwerten Ensembles zum öffentlichen Raum sowie die strenge nord-süd-gerichtete Zeilenbebauung im Wohnungsneubau.

### Portsmouth-Kaserne: Wohnquartier Meerwiese
- Fläche: 15 Hektar

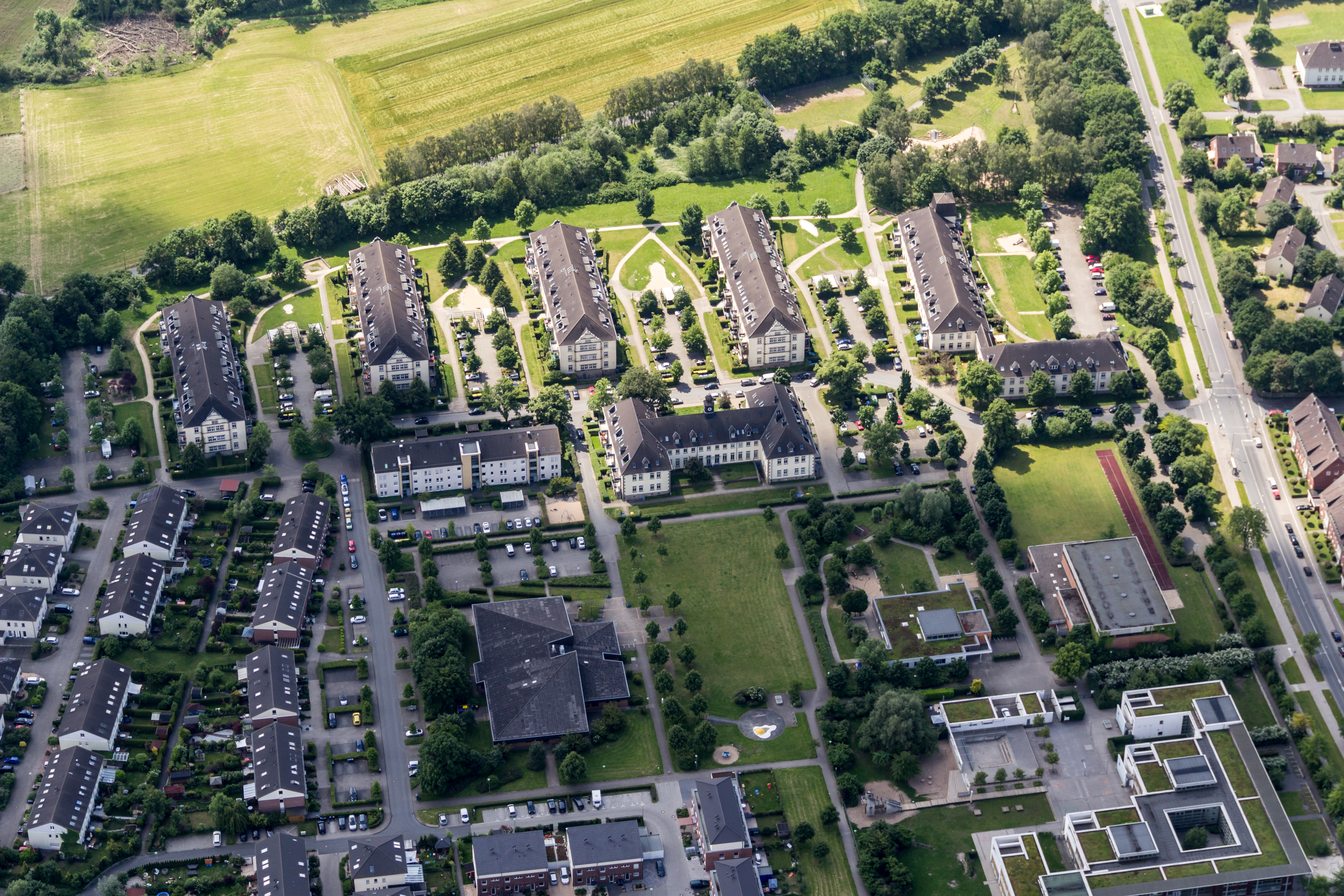
Blick auf das Wohnquartier Meerwiese

- Bestand/Bestandsveränderung: Umnutzung der erhaltenswerten Gebäude, ergänzende Neubauten
- Art der Neunutzung: Wohnen
- Realisierung: 1998 bis 2010

Die Portsmouth-Kaserne wurde als Artilleriekaserne vor dem Ausbruch des Zweiten Weltkriegs am Hohen Heckenweg erbaut. Nach dem Zweiten Weltkrieg wurde die Kaserne von den britischen Alliierten übernommen und 1994 geräumt. Für die Stadt war das rund 15 ha große Areal ein „Filetstück“ für die Schaffung von Wohnraum in Innenstadtnähe. Die Auslobung eines Realisierungswettbewerbes 1996 hatte zum Ziel, ein neues Wohnquartier für Coerde zu entwickeln.
Das Gelände zeigt sich heute wie folgt: Die Mannschaftsquartiere wurden in rund 200 öffentlich geförderte Mietwohnungen umgebaut. Helle Putzfassaden mit Sandsteingiebeln im Renaissancestil, vorgeständerte Balkone, großzügige Außenanlagen und wenige Autos sorgen für ein freundliches Wohnen in alten Gebäuden. Die ergänzenden Neubauten orientieren sich an den Gestaltungselementen der Kasernengebäude.

### Von-Einem-Kaserne: Leonardo-Campus
- Fläche: 8 Hektar

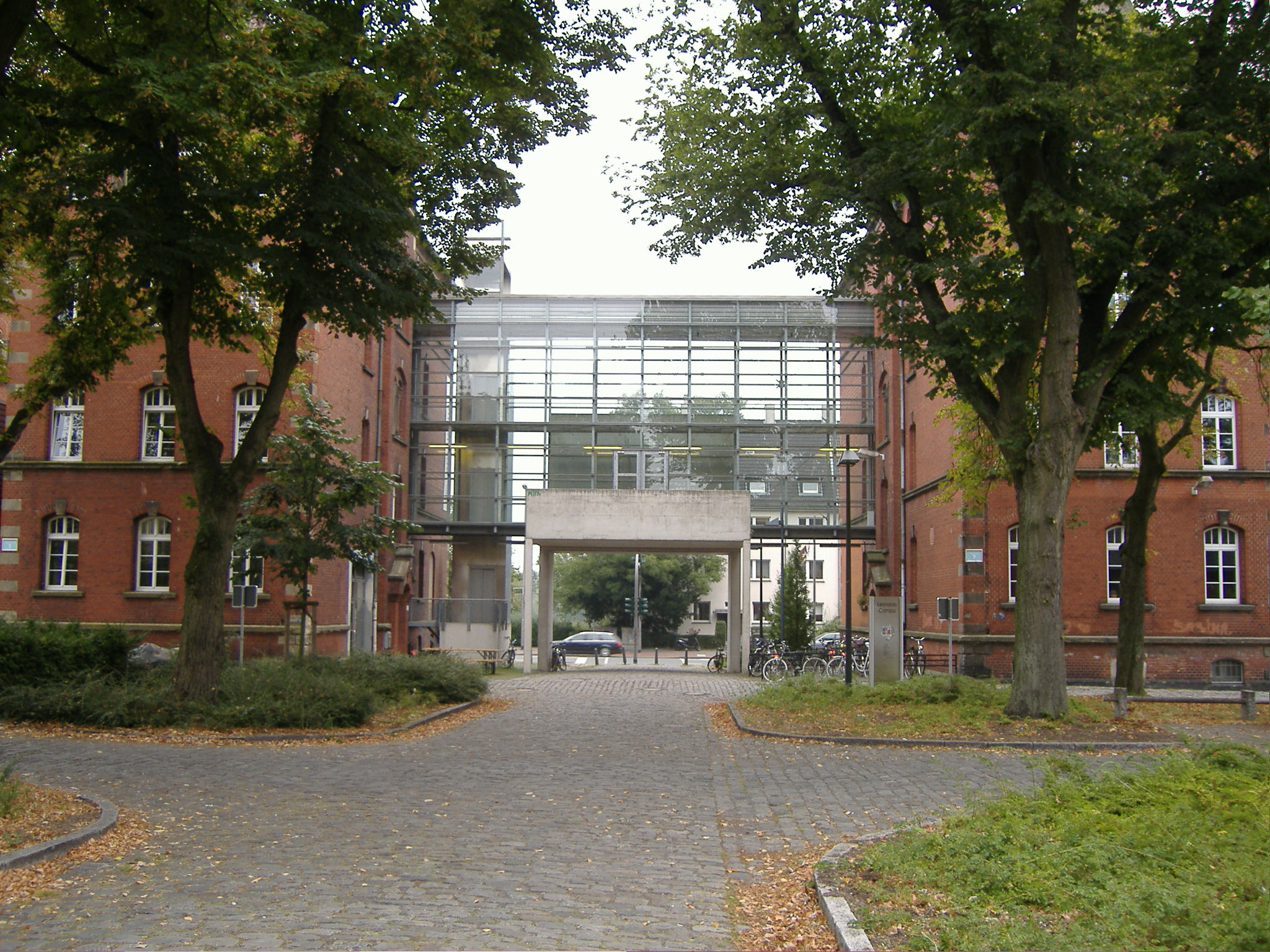
Haupteingang zum Campus-Gelände: Erhaltung der Baudenkmäler

- Bestand/Bestandsveränderung: Teilweise Baudenkmäler, Umnutzung, Neubauten
- Art der Neunutzung: Universität/Fachhochschule
- Realisierung: seit 1998

Von-Einem-Kaserne, sogenannte Reiterkaserne
Der Leonardo-Campus war ein Erbe Preußens. In den Jahren 1898–1901 entstand er auf der Höhe des Militarismus als Kavalleriekaserne auf einem rund 11 Hektar großen Areal an der Steinfurter Straße. Nach dem Ersten Weltkrieg wurde die Kürassierkaserne nach dem ehemaligen preußischen Kriegsminister und General der Kavallerie Karl von Einem umbenannt. Die militärische Nutzung überdauerte den Ersten Weltkrieg, die Weimarer Republik und den Nationalsozialismus. Während die Stadt Münster im Zweiten Weltkrieg weitgehend durch Luftangriffe zerstört wurde, blieb die „Reiterkaserne“ der Stadt fast unbeschadet erhalten. Nach der Kapitulation 1945 nahm die weitere Nutzung durch das Militär stark ab.
Mit dem Fall des Eisernen Vorhangs hatte die Kaserne in Münster keine Verwendung mehr. Wie andere Militärliegenschaften auch wurde diese Liegenschaft für die Bundesrepublik Deutschland überflüssig. Münsters Hochschulen erhielten damit die einmalige Möglichkeit, neue Räume für großflächige Entwicklungsvorhaben im Bereich Wissenschaft und Forschung zu schaffen. Das Land Nordrhein-Westfalen übernahm 1994 das Quartier – die Geburtsstunde des
Leonardo-Campus. Möglich wurde dies durch die Konversion militärisch genutzter Areale.

### Buller-, Swinton- und Waterloo-Kaserne: Gewerbepark Loddenheide
- Fläche: 88 Hektar

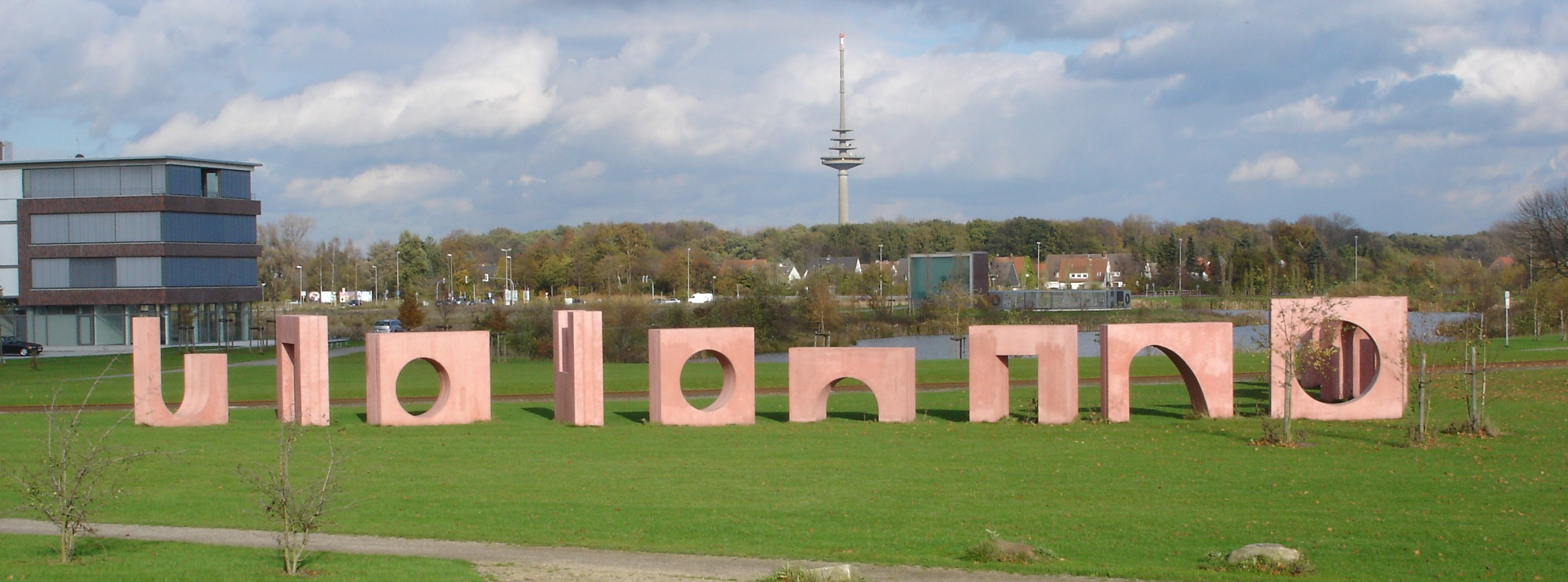
Friedenspark Loddenheide mit Skulptur „Alte Schießmauer“

- Bestand/Bestandsveränderung: Abbruch der ehemaligen Bebauung, Neubebauung
- Art der Neunutzung: Gewerbe-/ Industriegebiet
- Realisierung: seit 1998

Das ehemalige Flug- und Militärgelände der Wehrmacht galt wegen seiner Eisenbahn- und Kanalanbindung als „Filetstück“ für Industrieansiedlungen. Lange Zeit waren die Flächen durch die britische Rheinarmee gebunden, die hier ihren Kasernenkomplex Buller-Swinton-Waterloo errichtet hatte. Noch bis 1992 waren auf dem Gelände der Buller-, Swinton- und Waterloo-Kaserne Soldaten angesiedelt. Geprägt war das Gelände durch eingeschossige Baracken und Fahrzeughallen. 1994 wurde das Areal von den britischen Streitkräften freigegeben.
Das rund 88 ha große Gelände wurde zu einem hochrangigen „Gewerbegebiet Loddenheide“ entwickelt. Es wurde in mehrere Schwerpunktbereiche gegliedert: Handel- und Logistik, klassische und großflächige Gewerbebetriebe und „Arbeitsstätten der Zukunft“ für Betriebe mit zukunftsweisender Architektur und nachhaltigen Produktions- und Vertriebsstrukturen sowie „Arbeiten am Park“.

### Hindenburg–Kaserne: Gartensiedlung Weißenburg
- Fläche: 2,7 Hektar

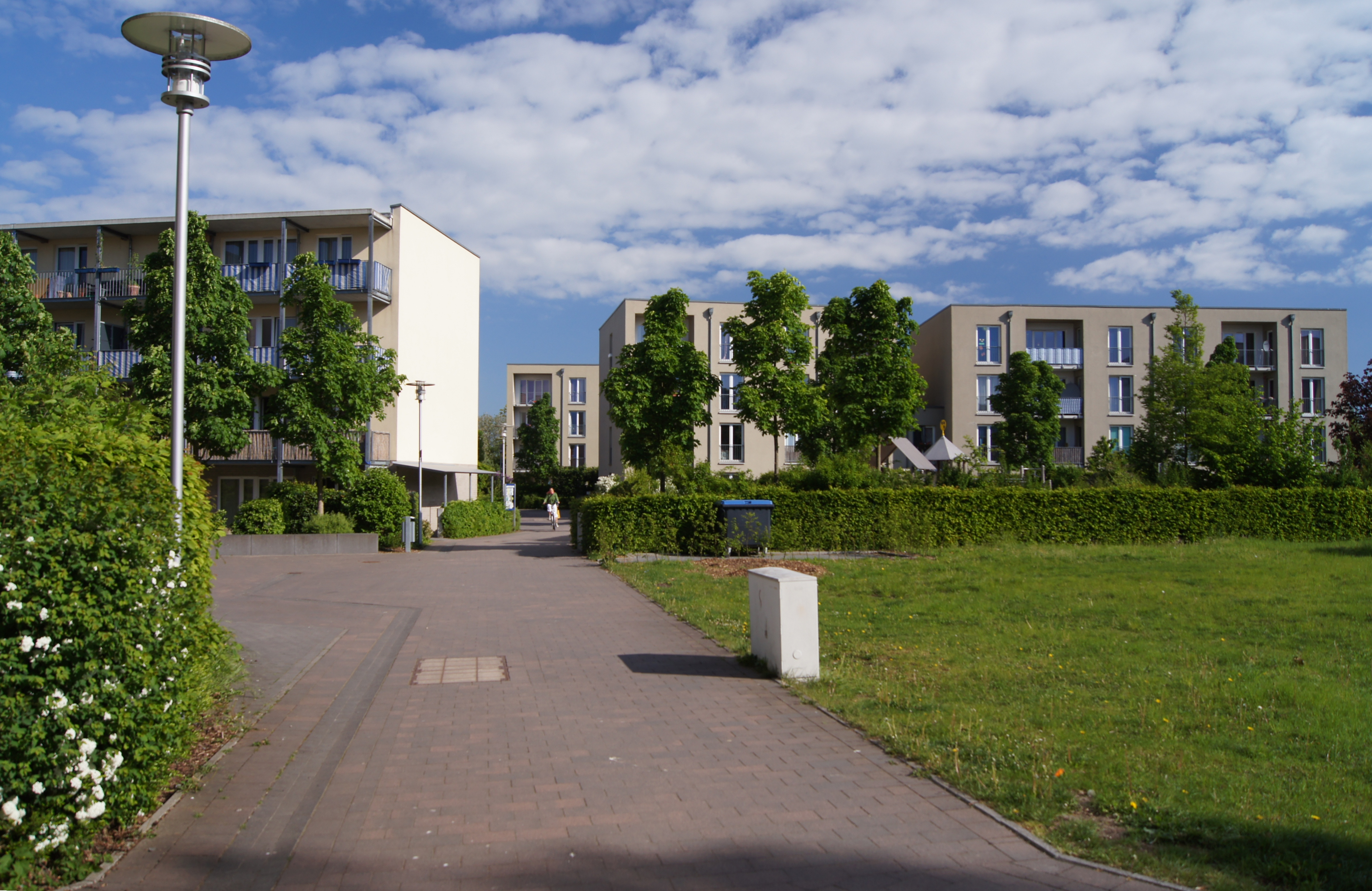
Autofreie Weißenburg-Siedlung

- Bestand/Bestandsveränderung: Weitgehender Abbruch und Neubebauung
- Art der Neunutzung: Autofreies Wohnen
- Realisierung: seit 2000

Die Projektfläche nördlich der Metzer Straße beträgt etwa 2,7 ha und befindet sich in integrierter Lage mit hoher Wohnumfeldqualität. Auf der Fläche sind rund 130 Wohnungen in Mehrfamilienhäusern entstanden. Dabei wurde insbesondere auf ökologische Qualitäten, wie Niedrigenergiehausstandard, hohen Grünflächenanteil, Dachbegrünung und einer vollständigen Regenwasserversickerung, geachtet.
Des Weiteren wurde eine intensive Bewohnerfindung und -bindung betrieben. So konnten die zukünftigen Bewohner im Rahmen von Arbeitskreisen und Workshops, beispielsweise zu den Themen „Gemeinschaftsräume und Mobilität“ und „Freiflächenplanung“, aktiv an der Planung der Anlage teilhaben. Alle bisher realisierten Projekte sind Sozialwohnungen. Der Besitz eines Autos ist nicht erlaubt, die Bewohner müssen sich vor Abschluss des Mietvertrages formell dazu verpflichten, kein Kraftfahrzeug zu besitzen. Die Bewohner sind in einem Verein organisiert, es existieren Gemeinschaftsräume und ein Siedlungscafe.

### Winterbourne–Kaserne: Speicherstadt Münster
- Fläche: 17 Hektar

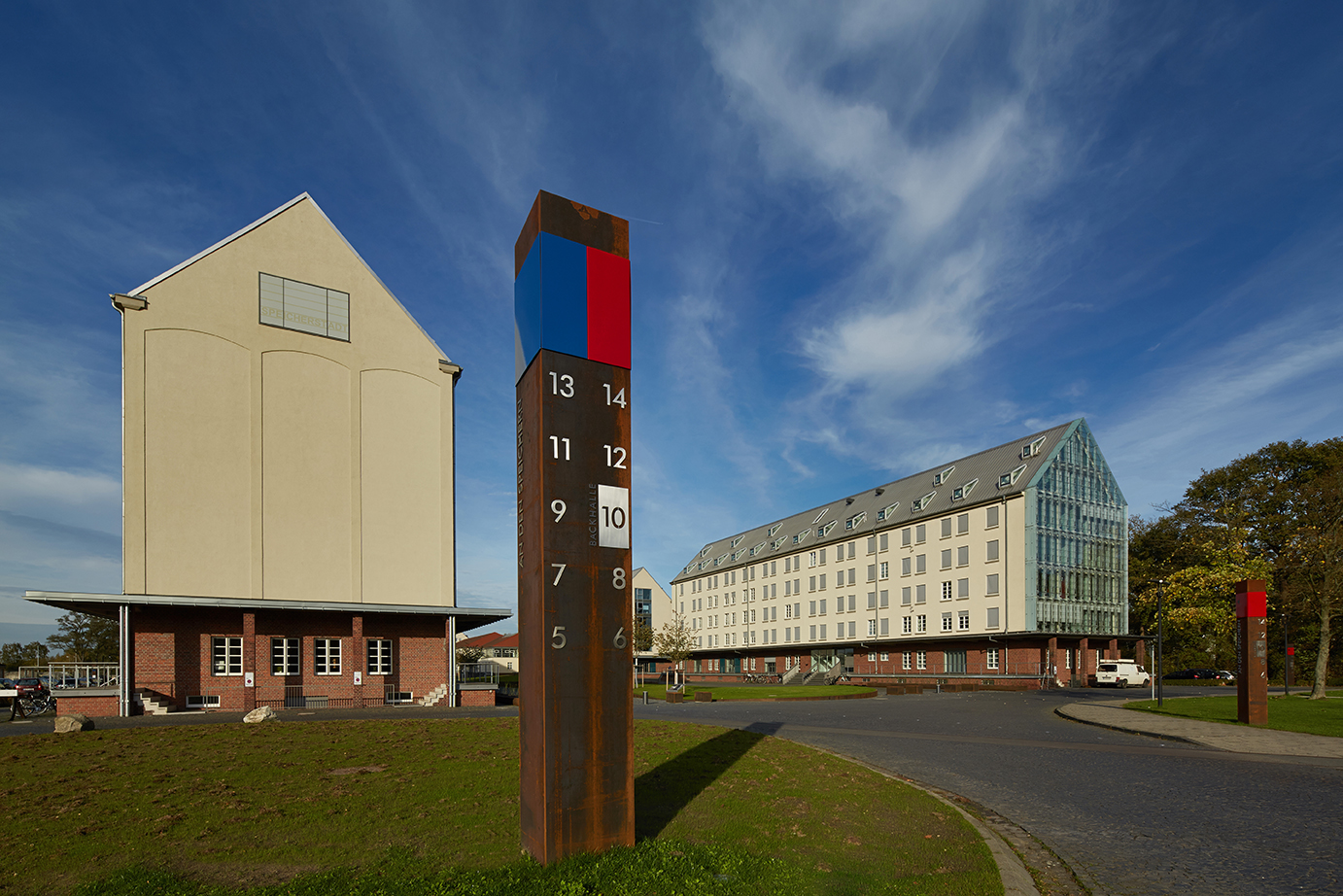
Speicherstadt Münster – ein neues Gewerbegebiet

- Bestand/Bestandsveränderung: Sanierung und Umnutzung der Speichergebäude
- Art der Neunutzung: Gewerbegebiet
- Realisierung: 2000 bis 2006

Die unmittelbare Nähe zur Bahn und zu den Kasernenstandorten machte das Gelände am Holtmannsweg 1936 für die Errichtung des Heeresverpflegungsamtes so interessant. Nach über drei Jahren Bauzeit war der Bau der „kleinen Militärstadt“, deren Hauptaufgabe in der Verpflegungsproduktion und logistischen Planung lag, abgeschlossen.
Heute steht die Speicherstadt für eine erfolgreiche Konversion einer „militärischen Bäckerei“. Die siebengeschossigen, denkmalgeschützten Speichergebäude und deren großzügige Freiräume dominieren immer noch das Areal. Mit behutsamen Eingriffen in die Architektur wurde hier ein attraktiver Unternehmensstandort mit Veranstaltungsforum geschaffen.

### Sportplatz Portsmouth-Kaserne: Wohnsiedlung Hoher Heckenweg
- Fläche: 3,6 Hektar
- Bestand/Bestandsveränderung: Nicht vorhanden, Neubau
- Art der Neunutzung: Wohnen
- Realisierung: seit 2007

An der Morthorststraße sind seit 2007 Doppel- und Reihenhäuser entstanden.

### Nelson-Kaserne: Solarsiedlung Gasselstiege
- Fläche: 8 Hektar
- Bestand/Bestandsveränderung: Teilweise Abbruch der ehemaligen Bebauung, weiterhin Bestandserhalt mit Umbau
- Art der Neunutzung: Wohnen
- Realisierung: seit 2007

Die Solarsiedlung Gasselstiege greift einen alten Straßennamen wieder auf. Dieser Name stammt vom Hof Schulze Gassel (heute Gasselstiege 561), seit 1240 ein sogenannter Haupthof der Münsteraner Domherren, der wiederum seinen Namen von „Gössel“, einer Bezeichnung für eine Junggans, ableitet.

## Weitere Konversion von Kasernenflächen und Wohnhäusern
Von Ende 2012 bis Ende 2014 gaben die britischen Streitkräfte (bis auf wenige Häuser) fast alle der insgesamt 794 Wohneinheiten an die Bundesanstalt für Immobilienaufgaben (BImA) zurück. Die York-Kaserne in Gremmendorf wurde im November 2012 offiziell übergeben, die Oxford-Kaserne in Gievenbeck im November 2013.
Die Flächen aus dem Eigentum der Bundesrepublik Deutschland waren für den Zeitraum des militärischen Bedarfs den britischen Stationierungskräften aufgrund völkerrechtlicher Vereinbarungen zur Nutzung überlassen. Ab dem Zeitpunkt der Übergabe liegt die Planungshoheit bei der Stadt Münster. Das bedeutet, dass die Stadt bzw. der Rat und seine Ausschüsse die künftigen planerischen Nutzungsziele für die Wohnstandorte und die beiden Kasernen im Rahmen ihrer eigenen Zuständigkeit formulieren. Diese Ziele werden, soweit rechtlich erforderlich, über die Instrumente, die das Baugesetzbuch den Gemeinden für diesen Zweck zur Verfügung stellt (Aufstellung von Flächennutzungsplänen, Bebauungsplänen und sonstigen Satzungen), umgesetzt.
Mit Ratsbeschluss vom 21. März 2012 wurde der Verwaltung der Stadt der Auftrag erteilt, im Rahmen der anstehenden Konversion mit der Bundesanstalt für Immobilienaufgaben insbesondere auch wohnungspolitische Ziele zu verhandeln. Dazu gehört ausdrücklich der Wunsch der Stadt, dass bei dem Verkauf bzw. der Vermietung der Grundstücke und Wohnungen Haushalte mit geringem und durchschnittlichem Einkommen besonders berücksichtigt werden sollen. Auch für die Entwicklung der Kasernenstandorte York und Oxford besteht das wohnungspolitische Ziel, ein differenziertes Wohnungsangebot für alle Einkommensgruppen zu schaffen. Planungen werden sowohl die Errichtung von Eigenheimen als auch von Mehrfamilienwohnhäusern berücksichtigen. 

### Wohnstandorte
Den britischen Streitkräften waren an 18 Wohnstandorten 794 bundeseigene Wohnungen zur Nutzung überlassen. Hierbei handelt es sich um 56 freistehende Einfamilienhäuser (EFH), 536 Einfamilienreihenhäuser (EFRH), 132 Doppelhaushälften (DHH), 25 Zweifamilienreihenhäuser (ZFH) und 5 Mehrfamilienhäuser (MFH) mit je 4 Wohnungen. Die Wohngebäude wurden überwiegend zwischen 1951 und 1963 erbaut. Weitere Wohngebäude wurden in den Jahren 1985 und 2003 fertig gestellt.
Die Wohnungen verteilen sich auf folgende Stadtteile:
- Coerde: 2 Standorte mit 89 Wohnungen in 5 EFH, 66 EFRH und 18 DHH mit Wohnflächen von rd. 75 m² bis rd. 130 m²
- Gievenbeck/Sentrup: 4 Standorte mit 179 Wohnungen in 11 EFH, 104 EFRH, 48 DHH und 8 ZFH mit Wohnflächen von rd. 70 m² bis rd. 160 m²
- Gremmendorf/Angelmodde: 7 Standorte mit 432 Wohnungen in 22 EFH, 302 EFRH, 54 DHH, 17 ZFH und 5 MFH mit Wohnflächen von rd. 70 m² bis rd. 175 m²
- Rumphorst: 2 Standorte mit 47 Wohnungen in 18 EFH und 29 EFRH mit Wohnflächen von rd. 80 m² bis rd. 175 m²
- Uppenberg: 3 Standorte mit 47 Wohnungen in 35 EFRH und 12 DHH mit Wohnflächen von rd. 70 m² bis rd. 155 m²

Die Stadt Münster hat ein städtebauliches Entwicklungskonzept erarbeitet, in dem für alle Wohnstandorte Vorschläge für die weiteren Nutzungen gemacht werden, wie z. B. Ergänzung durch neue Gebäude, Abbruch und Neubau, Möglichkeiten der Vergrößerung der Wohnflächen durch Anbauten. Dazu müssen noch Bebauungspläne aufgestellt oder Erhaltungs- und Gestaltungssatzungen zu erarbeitet werden. Das Entwicklungskonzept wurde am 7. November 2012 von den politischen Gremien der Stadt Münster beschlossen. Anfang Dezember 2012 wurde das Entwicklungskonzept in insgesamt vier Informationsveranstaltungen vorgestellt.

### York-Kaserne: Geplantes York-Quartier
Die Planungen fürs neue York-Quartier sind schon recht detailliert. Es soll ein Quartier mit ca. 1800 Wohnungen auf dem ehemaligen Kasernenareal in Gremmendorf entwickelt werden. Ein Architektenteam um das Büro Lorenzen hatte 2014 den städtebaulichen Wettbewerb gewonnen. Der weiterentwickelte städtebauliche Entwurf stellt das Gesamtkonzept für die Entwicklung des Quartiers dar. Er bildet neben den Wohnstrukturen auch viele weitere Entwicklungsziele ab. Für die Umsetzung der stadtplanerischen Ziele wird der Bebauungsplan die planungsrechtliche Grundlage schaffen. Das Bauleitplanverfahren ist angelaufen, nachdem der Rat der Stadt die Aufstellung des erforderlichen Bebauungsplans und die Änderung des Flächennutzungsplans beschlossen hat.
Planungen für das neue York-Quartier:
- Neue Vernetzung und Verknüpfung mit dem bisherigen Stadtteil Gremmendorf;
- Neues Stadtteilzentrum;
- Plätze, Höfe und Grünanlagen als qualitätsvolle Orte für Aufenthalt, Freizeitaktivitäten und Begegnung;
- Waldwiese im Westen mit Freiraum für Spiel und Sport;
- Mix aus denkmalgeschütztem Gebäudebestand und Neubau;
- Etwa 1800 Wohneinheiten in urbanen, gemischten Strukturen, Angebot für unterschiedliche Wohnformen;
- Ausbau der öffentlichen Infrastruktur: u. a. Grundschulstandort, Kindertagesstätten;
- Weitere soziale Einrichtungen, u. a. Bürgerhaus im ehemaligen Offizierskasino.

### Oxford-Kaserne: Geplantes Oxford-Quartier
Auf dem ca. 26 Hektar großen Gelände der ehemaligen Oxford-Kaserne entsteht in den nächsten Jahren ein urbanes Quartier zum Wohnen, Arbeiten und Leben. In der aktuell laufenden Planungsphase wird die zukünftige städtebauliche Entwicklung weiter ausgearbeitet. Die Planung des Oxford-Quartiers ist in ihrer zweiten Bearbeitungsphase. Das geplante neue Oxford-Quartier soll sich durch folgende Qualitäten auszeichnen:
- Die vielfältige Vernetzung und Einbindung in den Stadtteil;
- Den Mix aus denkmalwertem Gebäudebestand und Neubauten;
- Über 1100 Wohneinheiten in urbanen, gemischten Strukturen;
- Seinen parkähnlichen Boulevard und
- den neugestalteten ehemaligen Exerzierplatz als belebte Quartiersmitte.

## Einzelbelege
1. ↑  Überblick über die Konversion in Münster, abgerufen am 19. November 2017.
2. ↑  http://www.heimatmuseum-kinderhaus.de/resources/Rundwege_Kinderhaus_Web.pdf@1@2Vorlage:Toter+Link/www.heimatmuseum-kinderhaus.de+(Seite+nicht+mehr+abrufbar,+festgestellt+im+April+2019.+Suche+in+Webarchiven) Datei:Pictogram+voting+info.svg Info:+Der+Link+wurde+automatisch+als+defekt+markiert.+Bitte+prüfe+den+Link+gemäß+Anleitung+und+entferne+dann+diesen+Hinweis.
3. ↑  http://www.muenster.de/stadt/tourismus/pdf/skulpturen.pdf 1998